# Паулін Венеційський

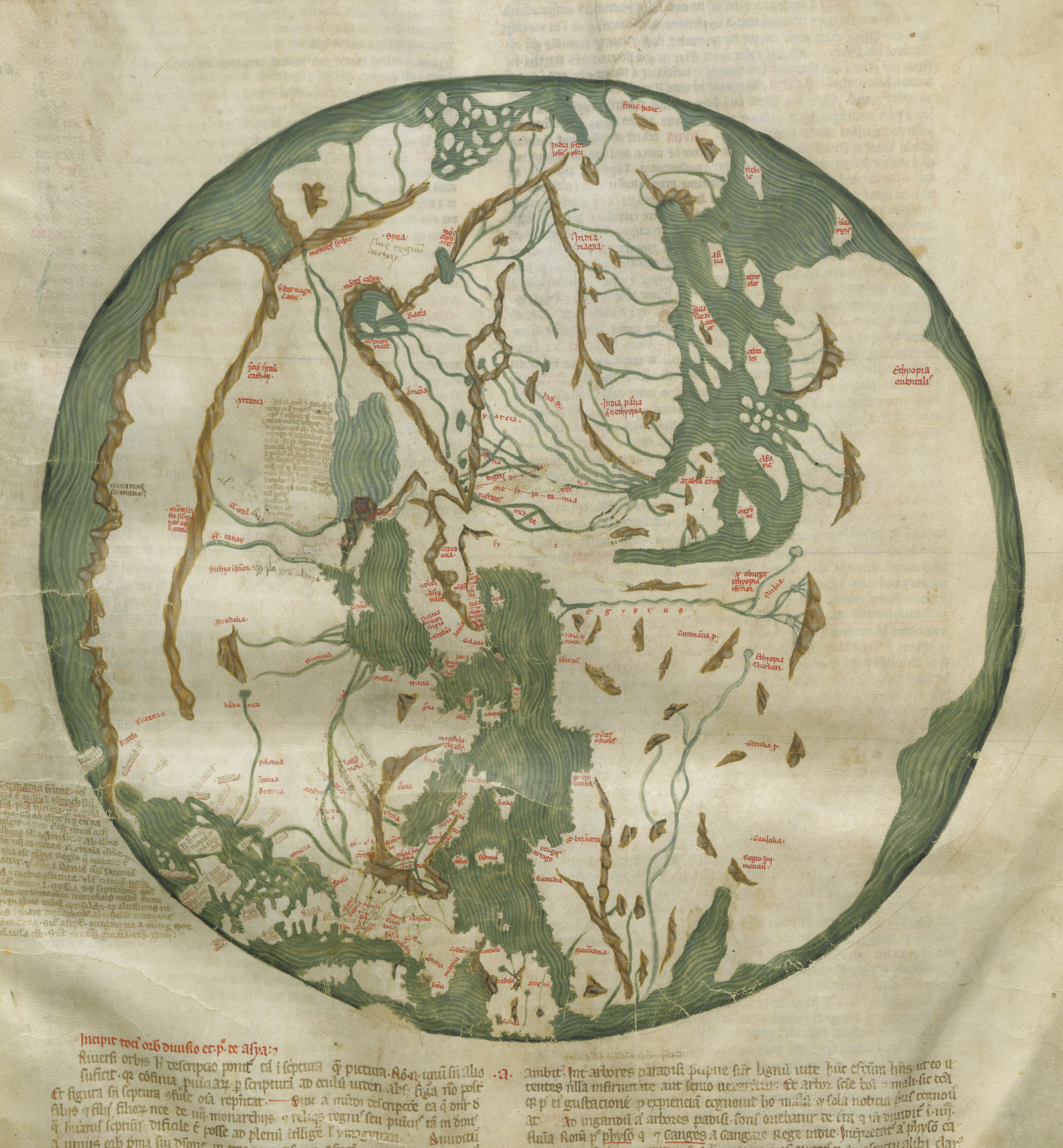
Карта світу з примірника Компендіуму Пауліна (BNF lat. 4939)

Паулін Венеційський (також Паоліно Венето, Пауліно Венецієць, Паулін Мінорит, тобто францисканець (прибл. 1272 — 22 червня 1344) — італійський францисканський інквізитор, дипломат та історик. Служив послом Венеційської республіки та папства. З 1324 року до самої смерті він був єпископом Поццуолі. Одночасно він був членом королівської ради короля Роберта Неаполітанського . Він написав три «історії Всесвіту» латинською мовою — Епітому, Компендіум і Сатирику, — а також Дзеркала для князів венеційською мовою .

## Життєпис
Паулін народився між 1270 і 1274 рр. Нічого не відомо про його родинне походження. Можливо, він народився у Венеції, як випливає з його прізвища, але можливо, що отримав це ім'я, приєднавшись до францисканського монастиря Санта-Марія-Глоріоза-дей-Фрарі у Венеції. Він вперше згадується в Liber contractuum францисканців Падуї як студент у їхній студії 12 грудня 1293 року.

### Лектор та інквізитор
У 1301 році Паулін був лектором теології у Венеції. Він був присутній 30 листопада, коли інквізитор Антоніо да Падова зіткнувся з дожем П'єтро Граденіго щодо введення інквізиції у Венеції. 12 серпня 1302 року, як опікун Санта-Марія-Глоріоза-дей-Фрарі, папський легат Гі де Невіль наказав йому передати гроші, які інквізитор Алессандро Новелло передав монастирю. До 1304 року він був кустосом у францисканській провінції Венеція. 5 жовтня був присутній у церкві Святого Франциска в Тревізо, щоб засвідчити угоду, яка завершувала Соляну війну між Падуєю та Венецією.
Між 1305 і 1308 роками Паулін був інквізитором у марші Тревізо. У 1307—1308 роках його справу розслідували каноніст Джованні д'Андреа та легат Гійом де Бале після того, як Айнардо да Сенеда звинуватив його в отриманні хабара. Гроші він нібито витратив на пергамент і книги. До березня 1308 року він знову читав лекції у Венеції. 24 жовтня Гійом де Бале уповноважив єпископа Пагано делла Торре скасувати Паулінові відлучення від церкви, якщо він поверне 300 золотих флоринів до Різдва.

### Дипломат
Паулін не згадується в жодному джерелі протягом наступних семи років. 22 вересня 1315 року він зазначений як громадянин комуни Тревізо. У 1315—1316 і 1320 роках був дипломатичним представником Венеційської республіки при дворі короля Роберта Неаполітанського. Перша місія відбулася, коли Венеція перебувала під санкіями через свою участь у Феррарській війні. У результаті було укладено договір між Венецією та Неаполем. Це був перший візит Пауліна до Неаполя. Друга місія привела його в Прованс, де зупинився Роберт. Він домігся компенсації за збитки, завдані венеційському кораблю генуезькими піратами, оскільки Генуя на той час перебувала під владою Роберта.
Близько 1321 року Паулін був призначений до Апостольської пенітенціарії, яка тоді була в Авіньйоні в Провансі. Його також зробили папським капеланом. 24 вересня 1321 року папа Іваном XXII доручив Паулінові вивчити Liber secretorum fidelium crucis - трактат про новий хрестовий похід, поданий Маріно Санудо Торселло. Паулін та троє інших оглянули роботу в будинку Пауліна в Авіньйоні. З 1322 по 1326 рік Паулін служив папським послом у Венеції. У цій якості він також мав справу з Вісконті з Мілана, Есте з Феррари та містом Фано, які на той час перебували під захистом Венеції та папськими санкціями. Його першою місією було припинення військових дій між Венецією та Ріміні. Другою — Феррара, яка тоді повстала проти папського правління.

### Єпископ
У 1324 році Паулін був обраний єпископом Поццуолі в Неаполітанському королівстві, можливо, через втручання короля. Його освятив кардинал Бертран де ла Тур. Він прибув до Поццуолі лише в 1326 році, після своєї останньої дипломатичної місії до Венеції. З 1328 року до смерті він був важливим радником у королівській раді. Відомостей про його діяльність як єпископа порівняно мало. З того часу збереглося кілька листів, які він отримав від Маріно Санудо. Також у цей період він познайомився в Неаполі з Джованні Боккаччо, який справив важливий вплив на «інтелектуальний розвиток флорентійця та його знайомство з нехристиянським світом».
Паулін розділив свій час як єпископа між Поццуолі та королівським двором у Неаполі. Помер у Поццуолі в 1344 році. Дата смерті невідома, але це відбулося до 22 червня, дати папської інвентаризації його речей. Відповідно до папського права грабування, деякі з його книг потрапили до Папської бібліотеки в Авіньйоні.

## Праці

### Trattato de regimine rectoris
Найпершим твором Паоліно є Trattato de regimine rectoris («Трактат про поведінку лорда»). Це трактат про правління, написаний у жанрі дзеркала для князів. Він був написаний між 1313 і 1315 роками венеціанською мовою (з латинським прологом) і присвячений венеційському герцогу Кандійському, члену родини Бадоер на ім'я Маріно. Трактат поділений на три розділи про самоврядування, управління сім'єю та політичне правління. Його структура та зміст засновані на De regimine principum Єгидія Римського або, можливо, на французькому перекладі Анрі де Гоші. Порівняно з Єгидієм, Паулін лаконічний і практичний.

### Універсальні хроніки
Паулін написав три універсальні хроніки латинською мовою. Він працював над проектом з 1306 по 1331 рік  У хронологічному порядку це: Епітома, Компендіум і Сатирика.
- Notabilium historiarum Epithoma («втілення видатних історій») триває від створення світу в Біблії до смерті імператора Генріха VII у 1313 році.[23] Завершена до 1316 року, вона є найбільш традиційною з трьох і заснована на Speculum historiale Вінсента із Бове.[15] Вона збереглася в чотирьох рукописах 14-го століття, які зараз зберігаються у Флоренції.[24]
- Compendium [3] або Chronologia magna («велика хронологія») охоплює той самий період, що й Epithoma, з додаванням розділу про Держави хрестоносців, mappa mundi та карти Святої Землі. [20] Її було завершено між 1321 і 1323 роками, але оновлено пізніше.[2] Вона збереглася як у довгій, так і в короткій версії[3] в п'яти рукописах, включаючи той, що, ймовірно, є авторським рукописом (Biblioteca Marciana, MS, лат. 399).[20] Також зберігся переклад та адаптація староокситанською мовою.[3] Окситанська версія, L'Abreujamen de las estorias, збереглася в одному рукописі (Egerton, MS, 1500), виготовленому в Авіньйоні між 1321 і 1324 роками.[25] У тексті, серед іншого, є опис Кійовії та Рутенії.
- Satirica rerum gestarum («сатирикон діянь світу») охоплює період від створення світу до 1320 року.[26] Розділена на 238 розділів.[15] Паулін закінчив роботу над нею вже після обрання єпископом.[27] Вона відрізняється від інших тим, що містить життя деяких святих, зокрема Франциска Ассізького, а також розповідь про П'єтро да Мачерата та П'єтро да Фоссомброне, засновників Фратічеллі, яких Паулін вважав єретиками. Вона збереглася в чотирьох рукописах XIV і п'яти XV століть.[20] Рукопис «Vat. лат. 1960» у Бібліотеці Ватикану містить повідомлення про мученицьку смерть Фоми з Толентіно в Індії в 1321 році.[28]

Поштовхом для Пауліна до написання розширених версій його Epithoma, стала його зустріч з Маріно Санудо та рецензія на Liber secretorum Санудо, результатом якої стало листування між ними. Це спілкування розширило географічний діапазон Пауліна.
Не існує повного видання жодної з хронік, частково через складність рукописів, які рясніють великими таблицями. Деякі уривки були перекладені та опубліковані окремо.
Паулін широко використовувався як джерело в 14-15 століттях. Його сучасник, Андреа Дандоло, цитує Сатирикон у своїй Chronica per extensum descripta . Його також використовували Поджо Браччоліні, Колюччо Салютаті та Ян Длугош. Боккаччо мав неоднозначну думку про Пауліна як історика. У восьмому розділі книги XIV свого Genealogie deorum gentilium, опублікованого близько 1363 року, він хвалив його, але залишив критичні зауваження у власній копії Компендіуму. Він часто вважав його, за словами Роберти Морозіні, «розгубленим і невігласом». Тим не менш, він скопіював розповідь про життя Магомета з «Сатирики» Пауліна в один зі своїх зошитів, Zibaldone Magliabechiano, під назвою De Maumeth propheta Saracenorum.
Сьогодні Епітома та Сатирика не дуже цінуються за їхню історичну інформацію. Компендіум, однак, містить деяку цінну інформацію про ранню історію францисканців.
Так звана п'ята біографія Папи Климента V (1305—1314) і четверта Івана XXII (1316—1334) насправді є уривками із Сатирики, що поширювалися незалежно один від одного.

### Церковні писання
Праці Пауліна про францисканців є сьогодні більш цінними як джерела інформації, ніж його універсальні хроніки. Його Provinciale ordinis fratrum minorum каталогізує провінції, кустодії та монастирі францисканського ордену. Вона була виготовлена близько 1334 року. Паулін, ймовірно, також відповідав за складання Liber privilegiorum ordinis Minorum, знайдену в рукописі Pontificia Biblioteca Antoniana, MS 49. Написана близько 1323 року, вона містить копії папських привілеїв, наданих францисканцям.
Паулін також написав схему церковних провінцій і єпархій, підпорядкованих Риму, під назвою Provinciale Romanae curiae.

### Короткі твори
Паулін написав чотири самостійні трактати як доповнення до Сатирики, до якої вони зазвичай додавалися: De mapa mundi («Про мапи світу»), De ludo scachorum («Про гру в шахи»), De diis gentium et fabulis poetarum («Про богів язичників і байки поетів») і De providentia et fortuna («Про провидіння і долю»).

### Видання
- Eubel, Konrad, ed. (1892). Provinciale ordinis fratrum minorum. Florence: Quaracchi.
- Mussafia, Adolfo, ed. (1868). Trattato de regimine rectoris di Fra Paolino Minorita. Vienna and Florence.

### Вторинна література
- Anderson, David (1996). Fra Paolino's 'De Providentia et fortuna'. Das Mittelalter. 1 (1): 51—74. doi:10.1524/mial.1996.1.1.51.
- Botana, Federico (2013). The Making of L'Abreujamen de las estorias (Egerton MS. 1500) (PDF). Electronic British Library Journal. 17: 1—32.
- Bruni, Gerardo (1935). Paolino Minorita. Enciclopedia Italiana. Т. 26: Paleo–Pete. Rome: Istituto della Enciclopedia Italiana.
- Cecchini, Francesca (1998). Paolino Veneto. Enciclopedia dell'Arte Medievale. Т. 9: Osso–Ribāṭ. Rome: Istituto della Enciclopedia Italiana.
- Daniel, E. Randolph (2010). Paulinus of Venice. У Graeme Dunphy (ред.). Encyclopedia of the Medieval Chronicle. Т. 2: J–Z. Leiden: Brill. с. 1193—1194.
- https://www.treccani.it/enciclopedia/paolino-da-venezia-vescovo-di-pozzuoli_(Dizionario-Biografico)/
- Ghinato, Alberto (1951). Fr. Paolino da Venezia O.F.M., vescovo di Pozzuoli († 1344). Rome.
- Ibarz, Alexander (2013). The Provenance of the Abreujamens de las estorias (London, British Library, Egerton MS. 1500) and the Identification of Scribal Hands (c. 1323) (PDF). Electronic British Library Journal. 17: 1—26.
- Lea, Henry Charles (2010). A History of the Inquisition of the Middle Ages. Т. 2. Cambridge University Press.
- Lock, Peter, ред. (2016). Marino Sanudo Torsello, The Book of the Secrets of the Faithful of the Cross: Liber Secretorum Fidelium Crucis. New York and Oxford: Routledge.
- Menache, Sophia (1998). Clement V. Cambridge: Cambridge University Press.
- Miller, Suzanne Mariko (2007). Venice in the East Adriatic: Experiences and Experiments in Colonial Rule in Dalmatia and Istria (c. 1150–1358) (PhD dissertation).
- Mollat, Guillaume (1917). Étude critique sur les Vitae Paparum Avenionensium d'Étienne Baluze. Paris: Letouzey.
- Morosini, Roberta (2013). Giovanni Boccaccio. У David Thomas; Alex Mallett (ред.). Christian–Muslim Relations: A Bibliographical History. Т. 5 (1350–1500). Leiden: Brill. с. 76—87. doi:10.1163/1877-8054_cmri_COM_24574.
- Morosini, Roberta; Ciccuto, Marcello, ред. (2020). Paolino Veneto: Storico, Narratore e Geografo. Rome: L'Erma di Bretschneider.
- Smith, J. J. (2003). Paulinus of Venice. New Catholic Encyclopedia. Т. 11: Pau–Red (вид. 2nd). Farmington Hills, MI: Gale. с. 39.
- von den Brincken, Anna-Dorothee (2000). Paulinus Minorita of Venice. У John Block Friedman; Kristen Mossler Figg (ред.). Trade, Travel, and Exploration in the Middle Ages: An Encyclopedia. New York: Routledge. с. 470—472.